# Lijst van rijksmonumenten in Zevenaar (gemeente)
De gemeente Zevenaar telt 75 inschrijvingen in het rijksmonumentenregister. Hieronder een overzicht. 

## Aerdt
De plaats Aerdt telt 3 inschrijvingen in het rijksmonumentenregister.
| Object                    | Oorspronkelijke functie? | Bouwjaar             | Architect | Locatie        | Coördinaten?                 | Nr.?   | Afbeelding        |
| ------------------------- | ------------------------ | -------------------- | --------- | -------------- | ---------------------------- | ------ | ----------------- |
| Nederlands hervormde kerk | Kerk en kerkonderdeel    | 16e eeuw             |           | Kerkweg 4      | 51° 53' 40" NB, 6° 4' 51" OL | 21959  | Meer afbeeldingen |
| Eenvoudige boerderij      | Boerderij                | 1773 (jaartalankers) |           | Aerdtsedijk 22 | 51° 53' 41" NB, 6° 4' 56" OL | 21960  | Meer afbeeldingen |
| Dijkmagazijn              | Opslag                   | 1879                 |           | Aerdtsedijk 49 | 51° 53' 51" NB, 6° 3' 33" OL | 515550 | Meer afbeeldingen |

## Angerlo
De plaats Angerlo telt 23 inschrijvingen in het rijksmonumentenregister. Zie Lijst van rijksmonumenten in Angerlo voor een overzicht.

## Babberich
De plaats Babberich telt 9 inschrijvingen in het rijksmonumentenregister. Zie Lijst van rijksmonumenten in Babberich voor een overzicht.

## Giesbeek
De plaats Giesbeek telt 1 inschrijving in het rijksmonumentenregister.
| Object  | Oorspronkelijke functie?  | Bouwjaar                  | Architect | Locatie         | Coördinaten?                | Nr.? | Afbeelding        |
| ------- | ------------------------- | ------------------------- | --------- | --------------- | --------------------------- | ---- | ----------------- |
| De hoop | Industrie- en poldermolen | 1888 / 1927 / 1956 / 1981 |           | Meentsestraat 3 | 51° 59' 45" NB, 6° 4' 4" OL | 8151 | Meer afbeeldingen |

## Herwen
De plaats Herwen telt 5 inschrijvingen in het rijksmonumentenregister.
| Object                         | Oorspronkelijke functie? | Bouwjaar  | Architect | Locatie          | Coördinaten?                 | Nr.?   | Afbeelding                     |
| ------------------------------ | ------------------------ | --------- | --------- | ---------------- | ---------------------------- | ------ | ------------------------------ |
| Huis Aerdt                     | Kasteel, buitenplaats    | 1652      |           | Molenhoek 3      | 51° 53' 18" NB, 6° 5' 60" OL | 21962  | Meer afbeeldingen              |
| Gracht behorend bij Huis Aerdt | Waterweg, werf en haven  |           |           | Molenhoek bij 2  | 51° 53' 17" NB, 6° 5' 60" OL | 46770  | Gracht behorend bij Huis Aerdt |
| Vinkenhorst                    | Boerderij                | ca. 1870  |           | Ossenwaard 9     | 51° 52' 31" NB, 6° 7' 19" OL | 515540 | Upload foto                    |
| Koetshuis met duivenslag       | Opslag                   | 1870      |           | Ossenwaard bij 9 | 51° 52' 31" NB, 6° 7' 19" OL | 515541 | Upload foto                    |
| St. Martinus                   | Kerk en kerkonderdeel    | 1904-1905 |           | Keurbeek 7       | 51° 53' 3" NB, 6° 6' 12" OL  | 515549 | Meer afbeeldingen              |

## Lathum
De plaats Lathum telt 3 inschrijvingen in het rijksmonumentenregister.
| Object | Oorspronkelijke functie? | Bouwjaar              | Architect | Locatie       | Coördinaten?                 | Nr.? | Afbeelding                              |
| --- | ------------------------ | --------------------- | --------- | ------------- | ---------------------------- | ---- | --------------------------------------- |
| Huis te Lathum. Adellijk huis, oorspronkelijk bestaande uit een hoge en een lage vleugel op L-vormige plattegrond, waarvan de eerste in 1945 verwoest en de laatste gerestaureerd | Woonhuis                 | 15e eeuw              |           | Koestraat 33  | 51° 59' 3" NB, 6° 1' 17" OL  | 8148 | Meer afbeeldingen                       |
| Nederlands Hervormde Kerk (O.L.Vrouwe) | Kerk en kerkonderdeel    | 15e eeuw              |           | Kerkstraat 8  | 51° 59' 10" NB, 6° 1' 16" OL | 8149 | Meer afbeeldingen                       |
| Pastorie ten noorden van Hervormde Kerk | Kerkelijke dienstwoning  | eerste helft 19e eeuw |           | Kerkstraat 10 | 51° 59' 11" NB, 6° 1' 16" OL | 8150 | Pastorie ten noorden van Hervormde Kerk |

## Lobith
De plaats Lobith telt 3 inschrijvingen in het rijksmonumentenregister.
| Object                                      | Oorspronkelijke functie?  | Bouwjaar | Architect | Locatie          | Coördinaten?                 | Nr.?   | Afbeelding        |
| ------------------------------------------- | ------------------------- | -------- | --------- | ---------------- | ---------------------------- | ------ | ----------------- |
| Nederlands hervormde kerk                   | Kerk en kerkonderdeel     | 1660     |           | Markt 13         | 51° 51' 39" NB, 6° 7' 14" OL | 21963  | Meer afbeeldingen |
| Schipperspoort                              | Fort, vesting en -onderdl | 16e eeuw |           | Dorpsdijk bij 36 | 51° 51' 33" NB, 6° 7' 22" OL | 21964  | Meer afbeeldingen |
| Tolhuys Coornmolen: molenromp van beltmolen | Industrie- en poldermolen | 1888     |           | Geuzenveld bij 1 | 51° 51' 32" NB, 6° 6' 44" OL | 451997 | Meer afbeeldingen |

## Oud-Zevenaar
De plaats Oud-Zevenaar telt 2 inschrijvingen in het rijksmonumentenregister.
| Object                                                            | Oorspronkelijke functie?  | Bouwjaar             | Architect | Locatie           | Coördinaten?                 | Nr.?  | Afbeelding        |
| ----------------------------------------------------------------- | ------------------------- | -------------------- | --------- | ----------------- | ---------------------------- | ----- | ----------------- |
| De Hoop                                                           | Industrie- en poldermolen | 1850                 |           | Babberichseweg 35 | 51° 54' 57" NB, 6° 5' 42" OL | 40434 | Meer afbeeldingen |
| R.K. Kerk (St. Martinus). In oorsprong de moederkerk van Zevenaar | Kerk en kerkonderdeel     | 1474 (ingebruikname) |           | Kerkweg 11        | 51° 54' 47" NB, 6° 4' 60" OL | 40435 | Meer afbeeldingen |

## Spijk
De plaats Spijk telt 1 inschrijving in het rijksmonumentenregister.
| Object                         | Oorspronkelijke functie? | Bouwjaar     | Architect | Locatie            | Coördinaten?                 | Nr.?   | Afbeelding                     |
| ------------------------------ | ------------------------ | ------------ | --------- | ------------------ | ---------------------------- | ------ | ------------------------------ |
| Hijskraan met laad- en loskade | Opslag                   | ca.1930-1940 |           | Spijksedijk bij 31 | 51° 50' 45" NB, 6° 9' 33" OL | 515551 | Hijskraan met laad- en loskade |

## Tolkamer
De plaats Tolkamer telt 8 inschrijvingen in het rijksmonumentenregister.
| Object | Oorspronkelijke functie? | Bouwjaar                | Architect | Locatie              | Coördinaten?                 | Nr.?   | Afbeelding |
| --- | ------------------------ | ----------------------- | --------- | -------------------- | ---------------------------- | ------ | --- |
| Geerlingshof | Boerderij                | ca.1872-1874 (herbouwd) |           | 's Gravenwaard 2     | 51° 51' 55" NB, 6° 6' 30" OL | 515543 | Upload foto |
| Voormalige graanschuur is nu in gebruik als veeschuur | Boerderij                | 1872-1874               |           | 's Gravenwaard bij 2 | 51° 51' 55" NB, 6° 6' 30" OL | 515544 | Upload foto |
| Dubbel woonhuis, ten behoeve van overheidsambtenaren gebouwd | Bedrijfs-,fabriekswoning | 1912                    |           | Hoofdstraat 1        | 51° 51' 13" NB, 6° 6' 18" OL | 515546 | Dubbel woonhuis, ten behoeve van overheidsambtenaren gebouwd |
| Dubbel woonhuis, ten behoeve van overheidsambtenaren gebouwd | Bedrijfs-,fabriekswoning | 1912                    |           | Hoofdstraat 5        | 51° 51' 12" NB, 6° 6' 18" OL | 515547 | Dubbel woonhuis, ten behoeve van overheidsambtenaren gebouwd |
| Dubbel woonhuis gebouwd op een T-vormige plattegrond en bestaande uit een eenlaags hoofdbouwmassa onder een overstekend zadeldak gedekt met gesmoorde en rode muldenpannen | Bedrijfs-,fabriekswoning | 1912                    |           | Hoofdstraat 9        | 51° 51' 12" NB, 6° 6' 17" OL | 515548 | Dubbel woonhuis gebouwd op een T-vormige plattegrond en bestaande uit een eenlaags hoofdbouwmassa onder een overstekend zadeldak gedekt met gesmoorde en rode muldenpannen |
| Douanekantoor | Overheidsgebouw          | 1905-1906               |           | Europakade 10        | 51° 51' 4" NB, 6° 6' 5" OL   | 515552 | Meer afbeeldingen |
| Dubbel herenhuis | Woonhuis                 | 1886                    |           | Hoofdstraat 28       | 51° 51' 7" NB, 6° 6' 12" OL  | 515553 | Meer afbeeldingen |
| Voor douanebeambten gebouwde woningen | Bedrijfs-,fabriekswoning | 1906                    |           | Tolstraat 39         | 51° 51' 9" NB, 6° 6' 5" OL   | 515554 | Voor douanebeambten gebouwde woningen |

## Zevenaar
De plaats Zevenaar telt 37 inschrijvingen in het rijksmonumentenregister. Zie Lijst van rijksmonumenten in Zevenaar voor een overzicht.
Aalten ·
Apeldoorn ·
Arnhem ·
Barneveld ·
Berg en Dal ·
Berkelland ·
Beuningen ·
Bronckhorst ·
Brummen ·
Buren ·
Culemborg ·
Doesburg ·
Doetinchem ·
Druten ·
Duiven ·
Ede ·
Elburg ·
Epe ·
Ermelo ·
Harderwijk ·
Hattem ·
Heerde ·
Heumen ·
Lingewaard ·
Lochem ·
Maasdriel ·
Montferland ·
Neder-Betuwe ·
Nijkerk ·
Nijmegen ·
Nunspeet ·
Oldebroek ·
Oost Gelre ·
Oude IJsselstreek ·
Overbetuwe ·
Putten ·
Renkum ·
Rheden ·
Rozendaal ·
Scherpenzeel ·
Tiel ·
Voorst ·
Wageningen ·
West Betuwe ·
West Maas en Waal ·
Westervoort ·
Wijchen ·
Winterswijk ·
Zaltbommel ·
Zevenaar ·
Zutphen